# Zygomyia angusta
Zygomyia angusta är en tvåvingeart som beskrevs av Eberhard Plassmann 1977. Zygomyia angusta ingår i släktet Zygomyia och familjen svampmyggor. Arten är reproducerande i Sverige. Inga underarter finns listade i Catalogue of Life.